# Pseudorhaphitoma alma
Pseudorhaphitoma alma é uma espécie de gastrópode do gênero Pseudorhaphitoma, pertencente a família Mangeliidae.